# Martha Argerich
Martha Argerich, née le 5 juin 1941 à Buenos Aires, est une pianiste argentine. Elle possède aussi la nationalité suisse.
Enfant prodige du piano, elle a apporté à l'interprétation du répertoire romantique et moderne un souffle nouveau qui l'a propulsée rapidement sur le devant de la scène internationale. Plusieurs des grands concertos pour piano et orchestre, tels ceux de Chopin, Schumann, Liszt, Tchaikovsky, Ravel, Prokofiev et Rachmaninov, ont trouvé en Martha Argerich une interprète flamboyante et réfléchie. Fuyant la publicité, elle s'éloigne de la scène pendant une partie importante de sa carrière. Artiste exigeante et femme de caractère, elle n'accorde que peu d'entrevues. Elle est considérée comme une des plus talentueuses interprètes de la musique pour piano.

## Biographie

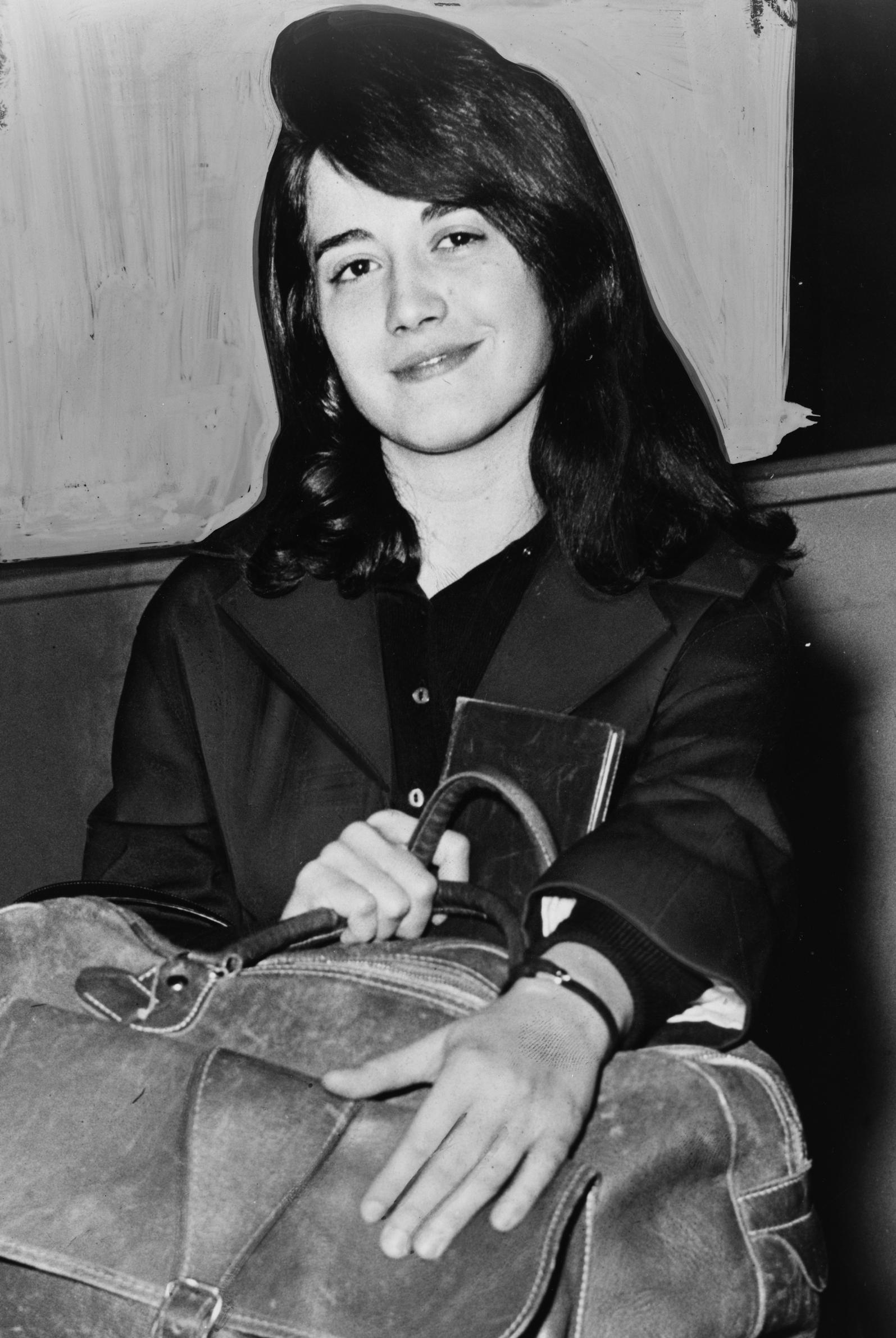
Martha Argerich en 1962 à l'âge de 21 ans.

Le nom d’Argerich est typiquement catalan, porté par plusieurs centaines de personnes en Catalogne espagnole. Son père est en effet issu d'une lignée de Catalans installés à Buenos Aires depuis le XVIIIe siècle. Ses grands-parents maternels étaient, quant à eux, des juifs russes.
Ses dons pour la musique sont remarqués dès l'âge de 2 ans et demi. Elle est alors capable de reproduire au piano les partitions qu'étudie son frère, ou rejoue immédiatement sur un piano un air qu'elle a entendu chanter. Elle a la capacité, enfant, de jouer les octaves comme de simples notes (Eugene List). À l'âge de 5 ans, et contre son gré (la petite Martha voulait être médecin), elle est présentée par sa mère à Vincenzo Scaramuzza, qui lui donnera ses premières leçons de piano et favorisera le développement de sa sensibilité et de son lyrisme naturels. Elle est dirigée dans un de ses premiers concerts, à 11 ans, jouant le concerto pour piano de Schumann au Teatro Colón, par Washington Castro (es).
En 1949, à l'âge de 8 ans, elle joue en concert le Concerto pour piano no 1 en do majeur op. 15 de Beethoven, le Concerto pour piano no 20 en ré mineur K. 466 de Mozart, ainsi que la Suite française no 5 en sol majeur BWV 816 de Bach.
En 1955, la famille Argerich émigre en Europe. Grâce à une bourse octroyée par l’État argentin (à l’époque dirigé par Juan Perón), Martha Argerich étudie avec de nombreux grands maîtres à Londres, Vienne, de même qu'en Suisse : Bruno Seidlhofer, Friedrich Gulda, Nikita Magaloff, Madeleine Lipatti. Elle complétera sa formation auprès d'autres grands noms : Arturo Benedetti Michelangeli, Stefan Askenase et Abbey Simon. Elle confie : « De tous mes professeurs, Gulda a été celui qui m'a le plus aidée. Ses explications étaient claires, il me critiquait réellement […]. »
En 1957, âgée de seulement 16 ans, elle remporte deux concours importants en l'espace de deux semaines : le Concours international d'exécution musicale de Genève (conjointement avec Dominique Merlet) et le Concours Busoni à Bolzano. C'est lors de ce dernier concours qu'elle rencontre Michelangeli, à qui elle demandera des leçons quatre ans plus tard.
En 1965, elle est remarquée lors du Concours international de piano Frédéric-Chopin de Varsovie. Sa maîtrise exceptionnelle de l'instrument et sa sensibilité remarquable lui font remporter trois prix : le premier prix, le prix du public et celui de la meilleure interprétation des Mazurkas. « Martha Argerich est la première à se présenter sur scène. Elle a déjà attiré l'attention du public par la qualité de son jeu [pianistique] lors des éliminatoires. Sa prestation est alors attendue avec fébrilité. Les brillantes études et mazurkas interprétées avec fougue confirmèrent sa technique extraordinaire, le public accueillant sa prestation en lui offrant une ovation spontanée ». Critiques et spectateurs ne tarissent alors pas d'éloges,.
L'année suivante, elle commence une carrière professionnelle au Lincoln Center de New York.
Artiste rebelle, son indépendance — qu'elle revendique farouchement — est parfois source de problèmes pour les organisateurs de concerts : elle peut se désister au dernier moment, se présenter pour son récital en décidant de changer le programme, ou cesser abruptement de se produire malgré un carnet de prestations rempli pour plusieurs mois. C'est ainsi qu'elle décide brusquement de se retirer de la scène de 1961 à 1965, après avoir donné naissance à son premier enfant, puis à nouveau entre 1973 et 1976. Elle n'est jamais poursuivie pour rupture de contrat simplement parce que, jalouse de son indépendance, elle n'en signe jamais. Son caractère entier se manifeste jusque dans sa discographie : aucune grande série d’œuvres d'un même compositeur, à la différence de Brendel, d'Ashkenazy ou de Pollini. Elle interprète ce qu'elle aime au gré de sa fantaisie.
Martha Argerich s'est mariée trois fois. D'une première et brève liaison avec le compositeur et chef d'orchestre chinois Robert Chen naît une fille, Lyda Chen. De 1969 à 1973, elle est la femme du chef d'orchestre suisse Charles Dutoit, avec qui elle collaborera régulièrement tant sur la scène que sur disque après leur séparation. Ils ont ensemble une fille, Annie Dutoit. Un troisième enfant, Stéphanie Argerich, naît de l'union avec son troisième époux, le pianiste américain Stephen Kovacevich.
De nature généreuse, Martha Argerich œuvre sans relâche afin de promouvoir de jeunes talents. Hélène Grimaud, qui la rencontre à 20 ans en 1989, lui rend hommage dans un essai autobiographique, Variations sauvages (2003) : « Martha, c'est la souveraineté de l'élan vital… Ce qu'elle m'a transmis ? La force vitale de l'intuition. » En 1999, Martha Argerich crée à leur intention un concours international de piano, le Festival Martha Argerich de Buenos Aires, et en juin 2002 le Martha Argerich Project de Lugano.
Elle participe à de nombreux jurys lors de concours importants et possède une réputation de juge opiniâtre. Elle démissionne ainsi de son poste de juré lors du Concours international de piano Frédéric-Chopin de 1980 lorsque le pianiste croate Ivo Pogorelić est éliminé au deuxième tour.
Martha Argerich réside présentement à Genève avec sa fille Stéphanie et accueille régulièrement de jeunes pianistes. Elle est réputée pour se coucher au petit matin après avoir joué du piano, écouté de la musique et participé à de longues conversations sur son blog. Martha Argerich possède également un pied-à-terre dans le seizième arrondissement de Paris, dans l'immeuble où habitait Nelson Freire.
En 1990, Martha Argerich est soignée avec succès pour un mélanome. Elle rechute en 1995 avec des métastases pulmonaires et un envahissement des ganglions lymphatiques. Un traitement expérimental lui est administré au John Wayne Cancer Institute. Il consiste en une lobectomie pulmonaire associée à un vaccin expérimental. Il permet d'obtenir une nouvelle rémission. En remerciement, Argerich donne un récital à Carnegie Hall au bénéfice de l'Institut. Fumeuse, Argerich abandonne la cigarette après son traitement. Son cancer n'est pas réapparu depuis lors.
La première biographie mondiale de la pianiste sort aux éditions Buchet-Chastel en février 2010. Bernard Pivot écrit dans une chronique : « Martha Argerich est une artiste si riche et si complexe, une femme d’une telle densité, qu’il n’était pas commode d’écrire sa biographie, même avec son accord et sa participation. Le livre d’Olivier Bellamy mérite les ovations du public. »
En 2002 Georges Gachot (de) réalise le premier film sur Martha Argerich, Martha Argerich, conversation nocturne. Ce film obtient différents prix, dont le prix Italia 2002, le Golden Prague 2002, le Premio Asolo 2003, le prix Citation musique décerné par l'Unesco en 2002[réf. nécessaire].
Un film sur sa vie, Bloody Daughter (2012), réalisé par sa fille Stéphanie Argerich Blagojevic, est montré dans différents festivals en 2013.

## Carrière
Le répertoire de Martha Argerich est très vaste, allant de Bach au compositeur contemporain d'origine russe Alexandre Rabinovitch, en passant par Beethoven, Chopin, Liszt, Debussy, Franck, Ravel, Prokofiev, Bartók, Stravinsky, Tchaïkovsky, Rachmaninov et bien d'autres.
Artiste réclamée par les chefs d’orchestre et les orchestres les plus prestigieux, Martha Argerich se produit dans de nombreux festivals de musique aux États-Unis, en Europe et au Japon. Elle joue régulièrement en compagnie du pianiste brésilien Nelson Freire — son grand ami depuis 1957 —, du pianiste Alexandre Rabinovitch, du violoncelliste Mischa Maisky et du violoniste Gidon Kremer.
Son premier disque, enregistré en 1960 par la Deutsche Grammophon, incluant des œuvres de Chopin, Brahms, Ravel, Prokofiev et Liszt, lui vaut les éloges de Vladimir Horowitz. Quelques années plus tard, elle enregistre la troisième sonate de Chopin, de même que la Polonaise op. 53 du même compositeur. Suivront de nombreux disques, dont le troisième concerto pour piano et orchestre de Prokofiev, enregistré avec l'Orchestre philharmonique de Berlin sous la direction du chef d'orchestre italien Claudio Abbado en 1968.
Elle est pour certains la dernière pianiste de légende[réf. nécessaire], la meilleure pianiste de sa génération par sa grande sensibilité alliée à une technique virtuose, et à une imagination débordante. Sa technique pianistique est considérée comme l'une des plus impressionnantes dans le cercle relativement restreint des plus grands interprètes contemporains. Certains n'hésitent pas à la comparer à Vladimir Horowitz ou à Maurizio Pollini. Bien que certains critiques trouvent sa dynamique sonore et ses tempi parfois exagérés, son jeu est caractérisé par un son puissant malgré son étonnante immobilité des poignets[réf. nécessaire].
Atteinte de myopie et timide sur scène, Martha Argerich se sent plus forte et sereine lorsqu'elle joue accompagnée d'autres musiciens,. De fait, depuis 1980, à l'exception d'un récital au Carnegie Hall de New York en faveur d'une fondation de lutte contre le cancer et d'un autre au Festival de Beppu (Japon) — dont elle est la directrice artistique depuis 1996 —, elle joue rarement seule, préférant les concertos, la musique de chambre, ou les œuvres pour deux pianos dont elle partage l'exécution avec le pianiste Nelson Freire. Elle s'est néanmoins produite lors du festival de Verbier en 2008, où elle a, entre autres, interprété la Partita no 2 de Bach, de même qu'en 2014.
Elle est également appréciée pour ses enregistrements d’œuvres de compositeurs du XXe siècle, tels que Rachmaninoff, Messiaen ou Prokofiev. Shura Cherkassky n'a cessé de louer le « génie » de Martha Argerich ; Stephen Kovacevich parle, quant à lui, « d'une facilité et d'une aisance au-delà de tout entendement ». « Un phénomène de la nature », selon Eugene List.

## Prix et honneurs
Artiste exceptionnelle entrée de son vivant dans la légende, Martha Argerich a été largement récompensée :
- 1957 : premier prix au Concours international de musique de Genève
- 1957 : premier prix du Concours Busoni
- 1965 : premier prix au Concours international de piano Frédéric-Chopin
- 1996 : officier de l’ordre des arts et des Lettres (France)
- 1997 : Accademia di Santa Cecilia (Rome)
- 2001 : Musician of the year (‘’Musical America’’)
- 2004 :  Commandeure de l'ordre des Arts et des Lettres (France)
- 2005 : ordre du Soleil Levant, Rayons d’Or avec rosette (Empereur du Japon)
- 2005 : Praemium Imperiale (Japan Art Association)
- 2015 : Médaille d'or de la Royal Philharmonic Society
- 2016 : Kennedy Center Honors (USA)
- 2018 :  Commandeure de l'ordre du Mérite de la République italienne‎
- 2023 :  Commandeure de la Légion d'honneur[26]

Pour ses nombreux enregistrements qui ont fait date dans l’histoire de la musique, Martha Argerich s’est vu décerner :
- 1999 : Grammy Award pour la meilleure interprétation des Concertos pour Piano No 1 & 3 de Prokofiev et du Concerto pour Piano No 3 de Béla Bartók (EMI) ;
- Gramophone Artist of the Year, Best Piano Concerto Recording of the Year pour ses Concertos de Chopin (EMI) ;
- 2005 : Grammy Award de la meilleure prestation de musique de Chambre pour Ma Mère L'Oye de Ravel et la suite Cinderella de Prokofiev (arrangement pour deux pianos) en compagnie de Mikhail Pletnev (DG) ;
- 2006 : Grammy Award de la meilleure prestation instrumentale avec orchestre pour les Concertos pour piano No 2 & 3 de Beethoven, direction Claudio Abbado (DG) ;
- Choc du Monde de la Musique pour son Récital d’Amsterdam (EMI) ;
- Künstler des Jahres der deutschen Schallplattenkritik pour la suite Cinderella (arrangement pour deux pianos) en compagnie de Mikhail Pletnev (DG) ;
- 2016 : Médaille d'or du mérite des beaux-arts (Espagne)[27].

Elle a également été nommée pour les Grammy Awards suivants :
- Martha Argerich and Friends / Live from the Lugano Festival (EMI) ;
- Meilleur Album de musique classique ;
- Meilleure musique de chambre ;
- Concertos pour Piano 2 & 3 de Beethoven. Mahler Chamber Orchestra. Direction Claudio Abbado (DG) ;
- Meilleure Soliste.

L'astéroïde (56067) Argerich est nommé en son honneur.

## Discographie et vidéographie partielles
(juin 2023).
Une discographie complète est maintenue à jour par les nombreux admirateurs d'Argerich. Il existe d'elle plus de cent CD d'enregistrements. Les titres disponibles sont répertoriés sur plusieurs sites.

### Discographie partielle
- Bach : English Suite #2 in a, BWV, 1979,
- Bach : Partita for Piano #2 in c, BWV, 1979,
- Bach : Toccata in c, BWV, 1979,
- Beethoven/Haydn : Piano Concertos (2/11), EMI, 1983,
- (avec Maisky) Bach : Cello Sonatas, Deutsche Grammophon, 1987,
- (avec Kremer) Beethoven : Violin Sonatas nos. 1-3, PGD/Deutsche Grammophon, 1987,
- (avec Rabinovitch) Brahms : Haydn Variations, etc., 1987,
- Schubert : Sonata for Arpeggione ; Schumann : Fantasiestücke, 1987,
- Schumann : Kinderszenen, Kreisleriana, PGD/Deutsche Grammophon, 1987,
- (avec Abbado and Dutoit) Tchaikovsky : Piano Concerto 1 ; Prokiev : Piano Concerto 3, PGD/Deutsche Grammophon, 1987,
- (avec Kremer) Beethoven : Violin Sonatas nos. 4 & 5, PGD/Deutsche Grammophon, 1988,
- (avec Leonard Bernstein) Stravinsky : Les Noces, Mass, 1988,
- (avec Kremer and the Orpheus Chamber Orchestra) Mendelssohn : Violin and Piano Concerto in D Minor, etc., 1989,
- (avec Abbado and the London Symphony Orchestra) Ravel : Piano Concerts, Menuet antique, etc., reissued 1989,
- (avec Alexandre Rabinovitch): Messiaen, Visions de l’Amen.  EMI, 1990
- (avec Ricci) 50th Anniversary Concert, Etcetera, 1991,
- Chopin Compact Edition--Préludes, Etc., 1991,
- (avec Rostropovich) Chopin Compact Edition--Sonata for Cello and Piano, etc., 1991,
- (avec Kremer) Tchaikovsky Compact Edition--Piano and Violin Concertos, 1991,
- (avec Maisky) Beethoven : Cellosonaten Op. 5, Variationen, Deutsche Grammophon, 1991,
- (avec Rabinovich and others) Rachmaninoff : Suites Op. 5 & 17, Symphonic Dances Op. 45, réédité1992,
- (avec Kremer) Prokofiev :Violinsonaten, 5 Melodien, 1993,
- (avec others) Strauss : New Year's Eve Concert 1992, 1993,
- (avec Maisky) Beethoven : Cellosonaten Op. 69 & 102, Variationen, Deutsche Grammophon, 1993,
- (avec Rabinovitch) Mozart : Sonatas, 1994,
- (avec Abbado and Berliner) Prometheus--The Myth in Music, 1994,
- (avec Kremer) Schumann : Piano Concerto, Violin Concerto, WEA/Atlantic/Teldec, 1994,
- (avec Chailly and Kondrashin) Argerich--Rachmaninoff 3, Tchaikovsky 1, Philips Classics, 1995,
- (avec Sinopoli) Beethoven : Piano Concertos 1 & 2, DG, 1995,
- (avec Kremer) Beethoven : Violin Sonatas nos. 6-8, PGD/Deutsche Grammophon, 1995,
- (avec others) Duo Piano Extravaganza : Martha Argerich and Friends, PGD/Philips, 1995,
- Chostakovitch, Haydn : Piano Concerti, 1995,
- (avec Maisky) Beethoven : Die Cellosonaten, Deutsche Grammophon, 1995,
- (avec Kremer) Beethoven : Violin Sonatas nos. 9 & 10, PGD/Deutsche Grammophon, 1996,
- (avec Abbado and the London Symphony Orchestra) Chopin, Liszt : Piano Concertos, 1996,
- (avec Abbado and others) Prokofiev, Ravel : Piano Concerti, DG, 1996,
- Schumann, R. : Fantasie in C, Op. 17/Fantasiestuecke Op. 12 nr. 1-8, EMI, reissued 1996,
- (avec Rabinovich) Schumann : Klavier quartett, etc., 1996,
- (avec Abbado) Tchaïkovski : Piano Concerto 1, etc.., 1996,
- (avec others) Centenary Edition Vol. 10 (1988-1997), 1997,
- (avec others) Complete Beethoven Edition Vol. 7--Violin Sonatas, 1997,
- (avec others) Complete Beethoven Edition Vol. 8--Cello Sonatas,1997,
- Martha Argerich Collection, DG, 1997,
- Great Pianists of the 20th Century--Martha Argerich Vol. 1, Philips, 1998,
- (avec Dutoit) Piano Concertos : Prokofiev (#1, #3)/ Bartók (#3), EMI, 1998,
- Chopin--The Legendary 1965 Recording, EMI, 1999,
- (avec Charles Dutoit et l'Orchestre symphonique de Montréal) Chopin : Piano Concertos Nos. 1 & 2, EMI, 1999,
- (avec Horowitz & autres) Great Pianists of the 20th Century, Brilliant Classics, 1999,
- Great Pianists of the 20th Century--Martha Argerich Vol. 2, Philips, 1999,
- (avec Rabinovich et Faerber) Mozart : Piano Concertos no. 10, 19 & 20, Teldec, 1999,
- (avec Kremer et Maisky) Chostakovitch, Tchaïkovski : Trios, Deutsche Grammophon, 1999.

### Filmographie
- Georges Gachot a réalisé un film documentaire sur Martha Argerich Martha Argerich, conversation nocturne (2002). Ce film a obtenu le prix Italia 2002, le Golden Prague 2002, le Premio Asolo 2003, le prix Citation musique décerné par l'Unesco en 2002
- Bloody Daughter de Stéphanie Argerich (2012, 95 min) avec Martha Argerich, Stephen Kovacevich, Lyda Chen et Stéphanie Argerich.
- The Orchestra, interprète de la sonate n°2 de Chopin sur le film de Zbig Rybczynski.